# 帕里斯和海伦的爱情

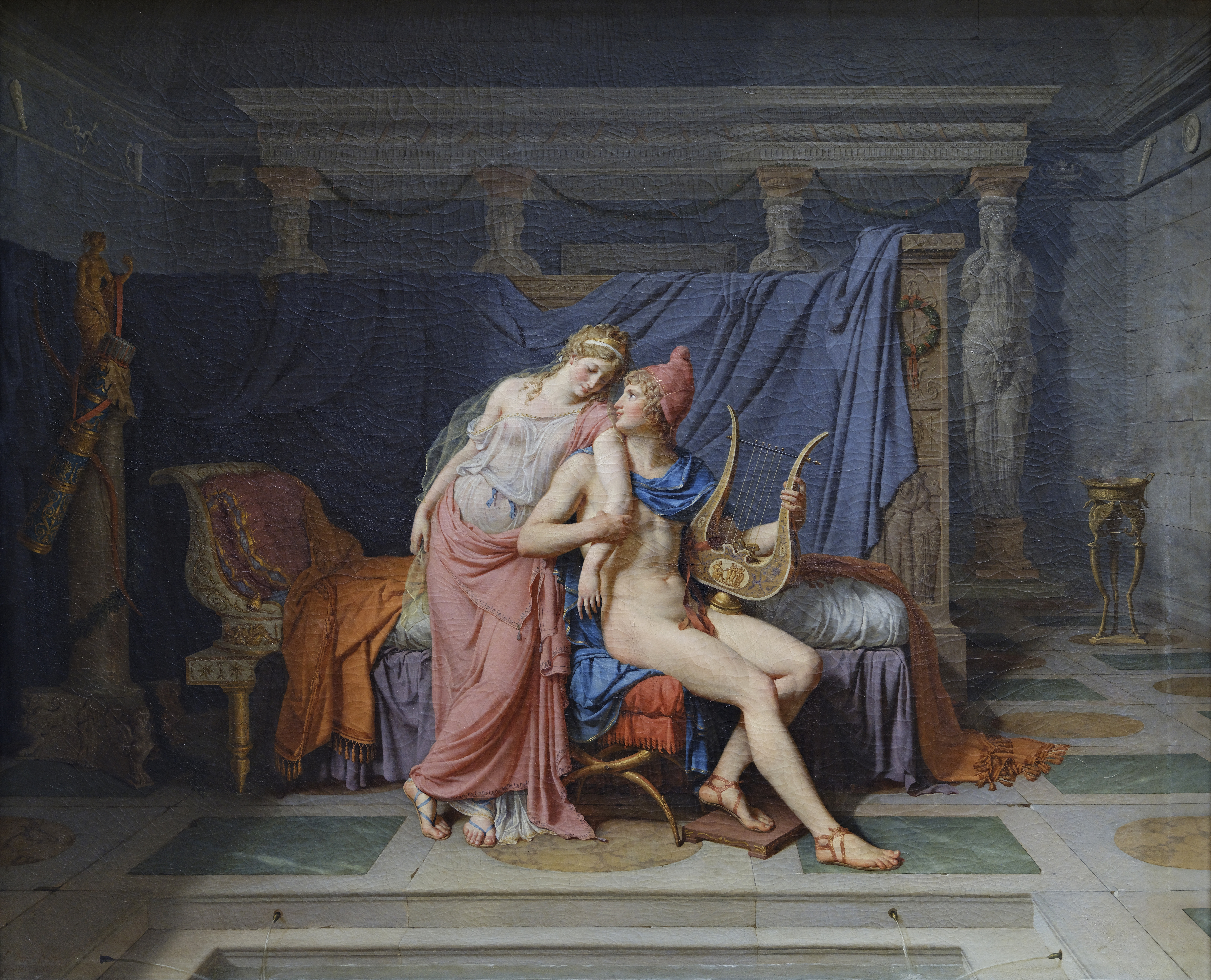

《帕里斯和海伦的爱情》（The Loves of Paris and Helen）是法国艺术家雅克-路易·大卫的一幅油画作品，创作于1788年，描绘《荷马史诗》的《伊利亚特》中的海伦和帕里斯。现藏于巴黎卢浮宫。
这幅画由阿图瓦伯爵订制。它显示了大卫在他的加兰特（galante）阶段，可解释为对阿图瓦伯爵做派的讽刺。背景中的女像柱是让·古琼（Jean Goujon）在卢浮宫的那些复制品。